# Rös
Rös ist ein Gemeindeteil der Stadt Herrieden im Landkreis Ansbach (Mittelfranken, Bayern). Rös liegt in der Gemarkung Rauenzell.

## Geografie
Durch das Dorf fließt der Rösgraben, ein linker Zufluss des Schreinermühlbachs, der wiederum ein linker Zufluss der Altmühl ist, und es münden dort der Wiesengraben als linker und der Klingengraben als rechter Zufluss in den Rösgraben. Im Osten grenzt der Trüdinger Forst an, im Norden das Gemeindeholz. Im Nordwesten liegt das Flurgebiet Taubenloch, 0,5 km im Westen das Geräusch.
Die Kreisstraße AN 55/ANs 3 führt nach Rauenzell zur Staatsstraße 2249 (2,5 km südlich) bzw. nach Bernhardswinden (1,6 km nördlich). Eine Gemeindeverbindungsstraße führt nach Seebronn (1,3 km nordwestlich).

## Geschichte
Laut einer Rechnung des Ansbacher Gumbertusstifts von 1342 übte dieses in „Reez“ die Grundherrschaft über vier Anwesen aus. Der Ort lag ursprünglich im Fraischbezirk des eichstättischen Oberamtes Wahrberg-Herrieden. Spätestens seit Mitte des 18. Jahrhunderts gehörte Rös zum Fraischbezirk des brandenburg-ansbachischen Oberamtes Ansbach. Gegen Ende des 18. Jahrhunderts gab es zehn Untertansfamilien, von denen eine ansbachisch war. Zwei unterstanden den Herren von Crailsheim, eine dem Oberamt Wahrberg-Herrieden und sechs dem Oberamt Arberg-Eybburg. Von 1797 bis 1808 unterstand der Ort dem Justiz- und Kammeramt Ansbach.
Im Rahmen des Gemeindeedikts wurde Rös mit der Rösmühle dem 1808 gebildeten Steuerdistrikt Rauenzell zugeordnet. Es gehörte auch der wenig später gegründeten Ruralgemeinde Rauenzell an. Am 1. Juli 1971 wurde Rös im Zuge der Gebietsreform in Bayern nach Herrieden eingemeindet.

### Baudenkmäler
- Katholische Kapelle, kleiner Massivbau mit Satteldachabschluss, 19. Jahrhundert, zugleich Kriegergedächtnis 1914/18[10]
- Haus Nr. 25: Wegkreuz, gusseisernes Kruzifix auf Sandsteinsockel, drittes Drittel 19. Jahrhundert; 100 Meter nach dem Ortsausgang nach Seebronn[10]
- Bittelberg: Wegkreuz, Gusseisen vergoldet, Sandsteinsockel, zweite Hälfte 19. Jahrhundert; 100 Meter nach dem Ortsausgang Richtung Bernhardswinden[10]

### Einwohnerentwicklung
| Jahr      | 001818 | 001840 | 001861 | 001871 | 001885 | 001900 | 001925 | 001950 | 001961 | 001970 | 001987 |
| Einwohner | 71     | 92     | 86     | 73     | 96     | 86     | 107    | 125    | 119    | 98     | 94     |
| Häuser    | 14     | 19     |        |        | 18     | 20     | 19     | 20     | 24     |        | 27     |
| Quelle    | [ 12 ] | [ 13 ] | [ 14 ] | [ 15 ] | [ 16 ] | [ 17 ] | [ 18 ] | [ 19 ] | [ 20 ] | [ 21 ] | [ 1 ]  |

## Religion
Der Ort ist römisch-katholisch geprägt und bis heute nach Mariä Heimsuchung (Rauenzell) gepfarrt. Die Einwohner evangelisch-lutherischer Konfession sind nach Christuskirche (Herrieden) gepfarrt.